# Я знаю, що ви зробили минулого літа (роман)
«Я знаю, що ви зробили минулого літа» (англ Know What You Did Last Summer) — американський роман 1973 року в жанрі молодіжного трилера, написаний Лоїс Дункан. У 1997 році вийшла однойменна кіноекранізація.

## Сюжет
Головна героїня роману, дівчина-підліток Джулі Джеймс отримує записку від таємничого переслідувача, в якій говориться, що невідомий в курсі подій, що сталися з Джулі минулого літа: вона разом з друзями — Реєм Бронсоном, Баррі Коксом і Гелен Ріверс — збила машиною маленького хлопчика, який їхав темної ночі по гірській дорозі. Але найстрашніше в тому, що вони втекли з місця злочину. Вони заприсяглися один одному зберігати цей секрет до самої смерті.
Хай там як, кожному з чотирьох підлітків переслідувач починає надсилати нагадування про гріхи минулого. Жахливі малюнки, листи з літерами, вирізаними з газет, лячні телефонні дзвінки. Тепер перед підлітками стоїть важке завдання — дізнатися, хто і як став свідком їхнього злочину, доки ця людина не перейшла до серйозніших дій.

## Адаптація
За мотивами роману був знятий культовий молодіжний трилер «Я знаю, що ви зробили минулого літа» за сценарієм автора трилогії «Крик», Кевіна Вільямсона. Сама письменниця негативно відгукнулася про екранізацію.
На відміну від фільму, в романі підлітки на машині збивають не дорослого чоловіка, а дитину. Крім цього для фільму було придумано імідж вбивці, змінено місце і час дії, додано більше насильства, крові та жорстокості — в романі ніхто з героїв не гинув і практично не постраждав.
Варто також відзначити, що в книзі трагедія змінила Джулі у кращу сторону — щоб відволіктися від важких думок, дівчина присвятила всю себе навчанню в університеті, і стала однією з кращих студенток, хоча, що у школі вона навчалася погано. У той час як у фільмі, нещасний випадок навпаки підкосив дівчину.
Також у книзі Баррі не відчуває ніяких почуттів до Гелен — він збирався кинути дівчину перед тим, як вона виграла статус «Золотої дівчини П'ятого каналу» і стала обличчям місцевого телебачення і ведучою прогнозу погоди. У книзі Баррі показано більш холодним і розважливим, егоїстичним у відносинах з дівчатами, з якими він зраджував Гелен, і своїми батьками.
У книзі Рей — блондин, а у фільмі — брюнет. У романі в Джулі руде волосся, а Ельза, сестра Гелен має зайву вагу. Нарешті, в книзі жоден з персонажів не гине, але після нападу Коллінгсворта Вілсона на Баррі, є ймовірність того, що Баррі залишиться інвалідом, хоча юнак пережив операцію, в ході якої лікарі витягли з його хребта кулю.

## Продовження
У 1998 році разом з виходом фільму «Я все ще знаю, що ви зробили минулого літа» у продаж надійшов однойменний роман. Слід зазначити, що Лоїс Дункан не має до нього ніякого стосунку — він був написаний Треєм Келловеєм (англ. Trey Callaway) і продовжував історію, розказану саме в першому фільмі, а не в оригінальному романі.